# Gebarsten huidje
Het gebarsten huidje (Phanerochaete laevis) is een schimmel behorend tot de familie Phanerochaetaceae. Hij leeft saprotroof op takken en stronken van loofbomen, gemeld van eik (Quercus), Fagus en Prunus in loofbossen op uiteenlopende bodemtypen.

## Verspreiding
In Nederland komt het gebarsten huidje vrij zeldzaam voor. 